# Borne milliaire de la Calanque
La borne milliaire de la Calanque, parfois dite d'Aureille ou peut-être anciennement le Long Terme, est une borne milliaire romaine dédiée à l'empereur Auguste, en l'an 3 av. J.-C., installée au bord de la Via Julia Augusta, sur la commune d'Aureille, à sa frontière avec Saint-Martin-de-Crau, en France. Elle signale le quatrième mille après Mouriès vers Aix.

## Description
La borne fait 0,59 m de diamètre, et est brisée en deux parties.

## Localisation
Le milliaire était dernièrement au nord-ouest du mas d'Archimbaud-en-Crau, à la frontière de la commune d'Aureille (cad. AZ 13) avec celle de Saint-Martin-de-Crau. Cette section de voie antique, dans l'axe de la D 17 traversant Mouriès vers Salon-de-Provence, est très probablement la via Aurelia, et serait aujourd'hui impraticable dans sa continuité.
Peut-être déplacée avant le XIXe siècle non loin de son lieu de découverte, pour être rapprochée du tracé de la voie, la borne est toutefois considérée comme in situ par plusieurs auteurs.
À la suite des fouilles de 1998, les fragments sont en cours de remontage[réf. nécessaire] par Michel Poguet. La pierre ne serait donc pas visible, bien que l'emplacement soit accessible au public par un chemin de servitude.

### Anciennes localisations, déplacements, dégagements et fouilles
La localisation précise de la borne, d'après les mentions textuelles du XVIIe au XIXe siècle, reste relativement incertaine et floue. Par ailleurs, les bornes de cette voie seraient mentionnées dans une enquête de 1268.
Selon Antoine Héron de Villefosse, en 1882, « cette pierre a été trouvée sur le bord de la Calanque, à 630 pas environ après avoir dépassé le chemin qui va de la Calanque au mas de Tomanque, à gauche en se dirigeant vers Archimbaud, enfoncée dans la levée d'un fossé, au milieu d'un terrain marécageux ». Soit « près du bois d'Aureille », selon Nicolas Bergier en 1662, que Pierre Véran localisait, au début du XIXe siècle, « dans les environs de ce que l'on appelle aujourd'hui la Tapie-d'Eyguières ».
Fernand Benoit note que le milliaire a été dégagé en 1934, mais certaines parties toujours enfouies ont nécessité un chantier de fouilles dans les années 1990.

### À Saint-Martin-de-Crau, puis à Aureille
Dans leur article de 1993, Jean-Pierre Pelletier et Michel Poguet avaient repris l'ancienne localisation à Saint-Martin-de-Crau, semble-t-il proposée au XVIIe siècle dans un manuscrit de Peiresc, en tout cas encore indiquée dans le CIL en 1986. Mais, en 1999, Poguet signale dans plusieurs publications l'attachement administratif de la borne à la commune d'Aureille. Celui-ci sera entériné en 2006 par le conservatoire.

## L'inscription latine

### Transcription du texte
D'après Antoine Héron de Villefosse et Henri Thédenat. Cf. le fragment fouillé en 1998 par « Michel Poguet ».

pater.patriae 
imp.caesar.divi.f
augustus.pontifex
max/mus.cos.XII
cos.designatus.XIII
//p.XIIII.tribunit.potest <?> XX
IIII

### Restitution
D'après le Corpus Inscriptionum Latinarum, avec des révisions par Manfred Clauss.
Pater patriae 
Imp(erator) Caesar divi f(ilius)
Augustus pontifex
max[u]mus(!) co(n)s(ul) XII
co(n)s(ul) designatus XIII
[im]p(erator) XIIII tribuni<c>(ia) potest(ate) XX[I]
(Tericiis milia passuum) IIII 

## Historique

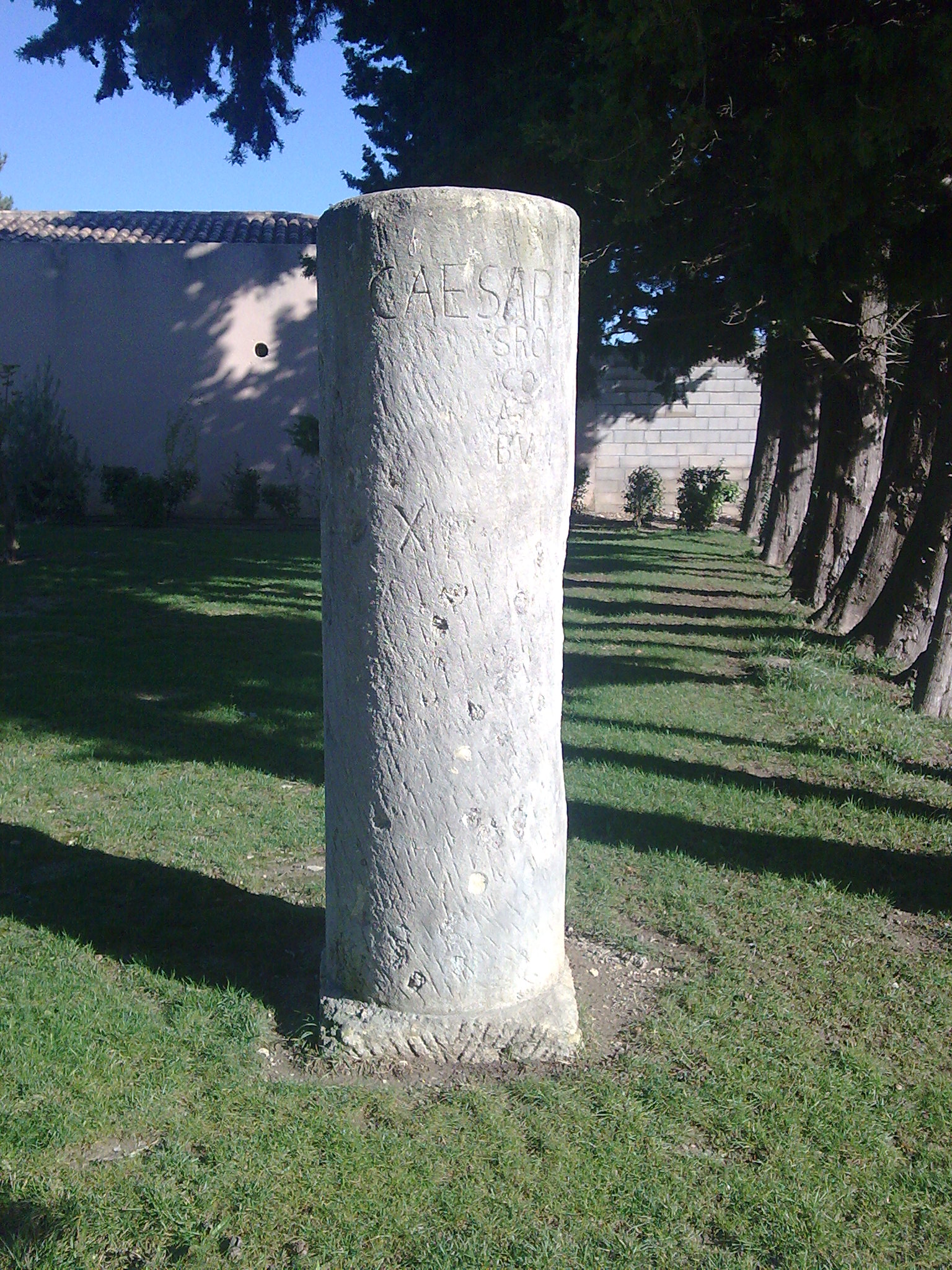
Réplique de la borne du mas de Sabran (Maussane).

Ce milliaire de la via Aurelia, sur une section allant de Tarascon à Aix, signale le quatrième (IIII) mille depuis le sud de Mouriès (au lieu-dit la Figuière), marquant la frontière entre le territoire antique de la Crau d'Arles avec celui de Salon. Dédié à Caesar Augustus, il a été posé en l'an 3 av. J.-C. d'après la titulature inscrite sur la borne.
On note que plusieurs hésitations dans l'identification, et des doublons, ont été indiqués à propos des bornes de cette partie de la voie, sur le territoire antique de Salon (milliaires VI - dit du Merle, aujourd'hui anépigraphe - et VII - dit du Petit Merle),  voire avec la borne du mas de Chabran à Maussane (milliaire XI du territoire d'Arles). Ces trois dernières bornes étant aussi dédiées à Auguste.
La borne est classée au titre des monuments historiques en 1945, sur la commune de Saint-Martin-de-Crau, puis, suivant les avis scientifiques et administratifs, la localisation est corrigée en 2006.